# 仁聞
仁聞（にんもん）は、奈良時代に大分県国東半島の各地に28の寺院を開基したと伝えられる伝説的な僧（神仏とする説もある）。仁聞菩薩とも呼ばれ、人聞とも表記される。

## 概要
六郷満山と呼ばれる国東半島の密教寺院の多くは、養老2年（718年）に仁聞が開基したとの縁起を伝えている。これらの縁起によれば、仁聞は、最初に千燈寺を開基し、その後、国東半島の各地に計28の寺院を開いた後に、最初に開基した千燈寺の奥の院枕の岩屋で入寂したと伝えられる。また、熊野磨崖仏などの国東半島に多く残る磨崖仏も仁聞の作であると伝えられるものが多く、6万9千体の仏像を造ったとされる。修正鬼会を創始したとの言い伝えもある。
今日では、仁聞は実在の人物ではなかったとする説が有力である。六郷満山の寺院は、実際には、古来から国東半島にあった山岳信仰の場が、奈良時代末期から平安時代にかけて天台宗の寺院の形態を取るようになったもので、近隣の宇佐神宮を中心とする八幡信仰と融合した結果、神仏習合の独特な山岳仏教文化が形成されたと考えられている。各寺院を開基した人物としては、仁聞の弟子として共に修行を行い、宇佐神宮の神宮寺である弥勒寺の別当などを務めたと伝えられる法蓮、華厳、躰能、覚満といった僧侶を挙げる説もある。
仁聞については、宇佐神宮の祭神である八幡神自身あるいは八幡神に近しい神の仏教的表現であると考えられている。なお、国東六郷満山に数えられる両子寺奥の院においては、仁聞菩薩と八幡大菩薩を併せて「両所権現」として祀っている。これは両子権現とも呼ばれ、同寺や所在する山の名前の由来と思われる。
福岡県、佐賀県・長崎県・大分県・熊本県の33箇所の寺院からなる九州西国霊場は、奈良時代に仁聞と法蓮によって開設されたと称している。

## 仁聞が開基したとされる寺院
- 両子寺
- 富貴寺
- 伝乗寺（真木大堂）
- 岩戸寺
- 天念寺
- 千燈寺